# Севіклі-Гайтс (Пенсільванія)
Севіклі-Гайтс (англ. Sewickley Heights) — місто (англ. borough) в США, в окрузі Аллегені штату Пенсільванія. Населення — 857 осіб (2020).

## Географія
Севіклі-Гайтс розташоване за координатами 40°33′34″ пн. ш. 80°9′11″ зх. д. / 40.55944° пн. ш. 80.15306° зх. д. (40.559365, -80.152972).  За даними Бюро перепису населення США в 2010 році місто мало площу 18,81 км², уся площа — суходіл.

## Демографія
Згідно з переписом 2010 року, у селищі мешкало 810 осіб у 310 домогосподарствах у складі 246 родин. Густота населення становила 43 особи/км².  Було 365 помешкань (19/км²).
Расовий склад населення:
| - 97,2 % — білих - 0,9 % — азіатів - 0,6 % — чорних або афроамериканців - 0,4 % — корінних американців |

До двох чи більше рас належало 0,6 %. Частка іспаномовних становила 1,6 % від усіх жителів.
За віковим діапазоном населення розподілялося таким чином: 25,2 % — особи молодші 18 років, 57,3 % — особи у віці 18—64 років, 17,5 % — особи у віці 65 років та старші. Медіана віку мешканця становила 48,8 року. На 100 осіб жіночої статі у селищі припадало 103,5 чоловіків;  на 100 жінок у віці від 18 років та старших — 93,0 чоловіків також старших 18 років.
Медіана доходів становила 229 063 долари для чоловіків та 54 000 доларів для жінок. За межею бідності перебувало 1,7 % осіб, у тому числі 1,1 % дітей у віці до 18 років та 0,0 % осіб у віці 65 років та старших.
Цивільне працевлаштоване населення становило 324 особи. Основні галузі зайнятості: освіта, охорона здоров'я та соціальна допомога — 30,6 %, науковці, спеціалісти, менеджери — 18,5 %, оптова торгівля — 10,8 %, виробництво — 8,3 %.